# Вітомірешть
Вітомірешть, Вітомірешті (рум. Vitomirești) — село у повіті Олт в Румунії. Входить до складу комуни Вітомірешть.
Село розташоване на відстані 143 км на захід від Бухареста, 48 км на північ від Слатіни, 75 км на північний схід від Крайови, 129 км на південний захід від Брашова.

## Населення
За даними перепису населення 2002 року у селі проживали 556 осіб, усі — румуни. Усі жителі села рідною мовою назвали румунську.